# Саут Витир (Калифорнија)
Саут Витир (енгл. South Whittier) насељено је место без административног статуса у америчкој савезној држави Калифорнија.

## Демографија
По попису из 2010. године број становника је 57.156, што је 1.963 (3,6%) становника више него 2000. године.
| Група             | 2000.          | 2010.          |
| Белци             | 13.654 (24,7%) | 9.526 (16,7%)  |
| Афроамериканци    | 812 (1,5%)     | 859 (1,5%)     |
| Азијати           | 1.669 (3,0%)   | 2.305 (4,0%)   |
| Хиспаноамериканци | 38.256 (69,3%) | 44.094 (77,1%) |
| Укупно            | 55.193         | 57.156         |